# Andrea Pigonati
Andrea Pigonati (Siracusa, 1734 – Napoli, 28 agosto 1790) è stato un tenente colonnello del Genio dell'esercito, ingegnere e direttore dei porti del regno borbonico.
Nel 1759 fu inviato ad Ustica assieme all’ingegnere militare Giuseppe Valenzuola dal re Carlo III di Borbone, nell'ambito del progetto di popolamento di quell'isola: al ritorno da quell'esperienza pubblicò un opuscolo interessante anche per le notazioni di carattere scientifico e naturalistico. In esso il Pigonati rivelava anche le sue posizioni reagaliste e riformatrici che caratterizzaranno la sua opera. 
Il suo interesse fu poi rivolto alle antichità classiche della Sicilia e realizzò un'interessante opera di misurazione e rilievo dei monumenti antichi dell'isola. 
Il suo nome è strettamente legato agli importanti lavori di bonifica del porto di Brindisi da decenni impantanato e inagibile ai grandi navigli. L'incarico gli venne direttamente dal re Ferdinando IV e lo impegnò dal luglio 1775 al 26 novembre 1778: in quella occasione si avvalse della collaborazione del matematico don Vito Caravelli. La riapertura del canale di collegamento tra il bacino interno e quello esterno del porto di Brindisi fu tuttavia operazione piuttosto complessa e richiese interventi successivi che si protrassero fino ai primi decenni dell'Ottocento. Anche in questa occasione il Pigonati lasciò una memoria scritta della sua attività. 
Ebbe poi l'incarico di direttore per la costruzione della strada degli Abruzzi da Castel di Sangro a Sulmona, incarico che fece precedere da due opuscoli descrittivi.

## Opere scientifiche
- Topografia dell'Isola di Ustica ed antica abitazione di essa, Palermo 1762
- Stato presente degli antichi monumenti siciliani, Napoli 1767 (ristampa anastatica con titolo diverso Edizioni librarie siciliane, Palermo 1989)
- Descrizione delle ultime eruzioni del monte Vesuvio da' 25 marzo 1766 fino a' 10 dicembre dell'anno medesimo,  Stamperia Simoniana, Napoli 1767
- Descrizione dell'ultima eruzione del monte Vesuvio de' 19 ottobre 1767. In seguito dell'altra del 1766, Stamperia Simoniana, Napoli 1768
- Dei molini a mano per macinare il frumento in propria casa, Napoli 1770
- Memoria del riaprimento del porto di Brindisi sotto il Regno di Ferdinando IV, presso Michele Morelli, Napoli 1781
- La parte di strada degli Apruzzi da Castel di Sangro a Sulmona, M. Morelli, Napoli 1783
- Le strade antiche e moderne del regno di Napoli e riflessioni sopra li metodi di esecuzioni e meccaniche, presso Michele Morelli, Napoli 1784